# ماراکای
ماراکای (به اسپانیایی: Maracay) یک شهر در ونزوئلا و مرکز ایالت آراگوآ است.

## خصوصیات
ماراکای ۹۱۱٫۵۷ کیلومترمربع مساحت و ۹۵۵٬۳۶۲ نفر جمعیت دارد و ۴۳۶ متر بالاتر از سطح دریا واقع شده‌است.

## خواهرخوانده
شهرهای سان خوزه (کاستاریکا)، سالتا، مدئین، سانتیاگو د کوبا، ایژوسک، Colonia Tovar، سنت جونز، نیوفاندلند و لابرادور و سالوادور خواهرخوانده‌های ماراکای هستند.